# Rose-Adélaïde Ducreux
Rose-Adélaïde Ducreux (París, 1761-Saint-Domingue, 26 de julio de 1802) fue una pintora y música francesa.

## Trayectoria
Era la hija mayor del pintor Joseph Ducreux, con quien estudió. Entre 1791 y 1799 mostró sus obras en salones del palacio del Louvre. En 1791 pintó un autorretrato en el que aparece tocando el arpa, hoy en la colección del Museo Metropolitano de Arte de Nueva York. Fue expuesto en el Salón de 1791, el primero de la era revolucionaria, que se abría a todos los artistas y no solo a los académicos. Siguió exponiendo en los salones de 1793, 1795, 1798 y 1799. Formaba parte de los círculos musicales de París y junto a Ethienne-Nicolas Méhul compuso la ópera L'irato, ou L'emporté, que se estrenó en la Salle Favart de París de 1801.
Fue retratada por Jacques-Louis David.
Ducreux se casó con el prefecto de Saint-Domingue y se mudó con su marido a esa colonia. Murió de fiebre amarilla el 26 de julio de 1802.

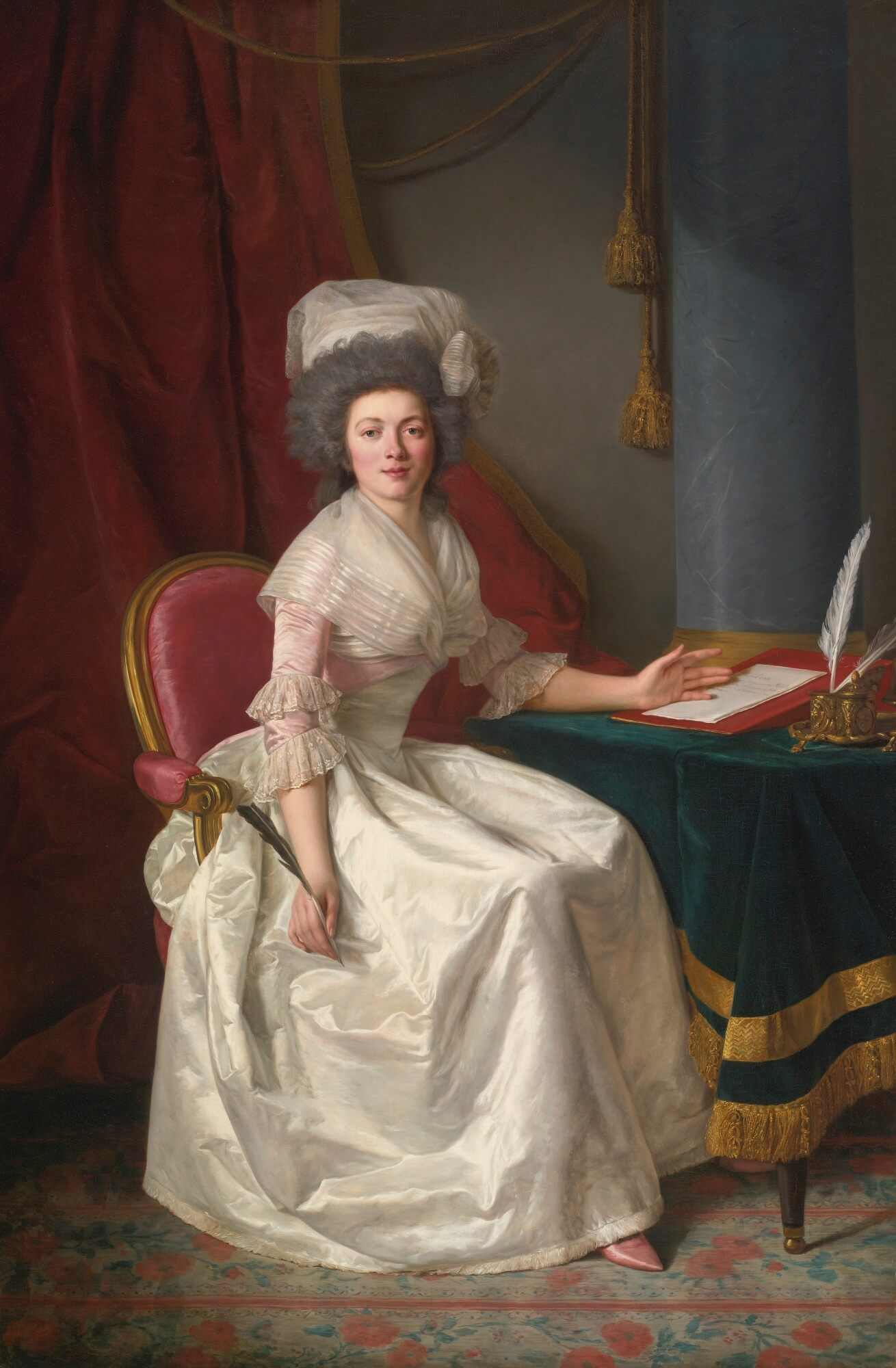
Retrato de una dama
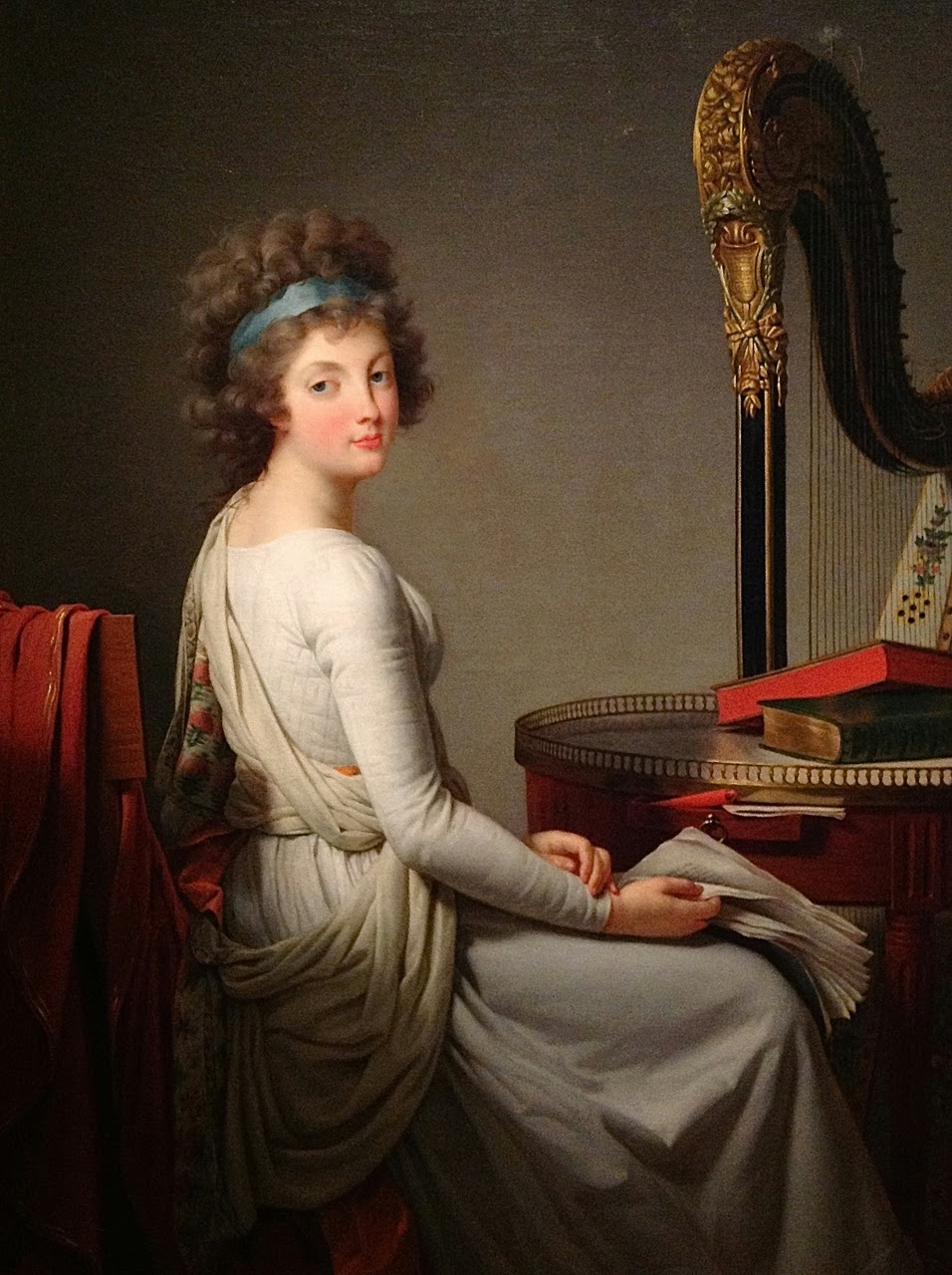
Diana de la Vaupalière, Comtesse de Langeron